# Squadra moldava di Coppa Davis
La squadra moldava di Coppa Davis rappresenta la Moldavia nella Coppa Davis, ed è posta sotto l'egida della Federazione Moldava di Tennis.
La squadra partecipa alla competizione dal 1995, ed il suo miglior risultato fino ad oggi consiste nel raggiungimento del Gruppo II della zona Euro-Africana.

## Organico 2013
Vengono di seguito illustrati i convocati per ogni singolo turno della Coppa Davis 2013. A sinistra dei nomi la nazione affrontata e il risultato finale. Fra parentesi accanto ai nomi, il ranking del giocatore nel momento della disputa degli incontri (la "d" indica che il ranking corrisponde alla specialità del doppio).
| Gruppo II - Primo turno | Gruppo II - Primo turno                                                         |
| Ungheria (3-2)          | Radu Albot (225) Maxim Dubarenco (525) Andrei Ciumac (582) Andrei Gorban (1267) |
| ----------------------- | ------------------------------------------------------------------------------- |

| Gruppo II - Secondo turno  | Gruppo II - Secondo turno                                                      |
| Bosnia ed Erzegovina (3-1) | Radu Albot (220) Maxim Dubarenco (478) Andrei Ciumac (575) Andrei Gorban (fr*) |
| -------------------------- | ------------------------------------------------------------------------------ |

| Gruppo II - Terzo turno | Gruppo II - Terzo turno |
| Portogallo (-)          | - (-)                   |
| ----------------------- | ----------------------- |

- fr = Fuori Ranking
- Corsivo: mai sceso in campo